# 東経104度線
東経104度線（とうけい104どせん）は、本初子午線面から東へ104度の角度を成す経線である。北極点から北極海、アジア、インド洋、南極海、南極大陸を通過して南極点までを結ぶ。東経104度線は西経76度線と共に大円を形成する。

## 通過する国・地点
東経104度線は、北極点から南極点まで南に向かって以下の場所を通っている。
| 地理座標                                               | 国土・領土・領海 | 備考 |
| ------------------------------------------------------ | ---------------- | --- |
| 北緯90度0分 東経104度0分 / 北緯90.000度 東経104.000度  | 北極海           | |
| 北緯80度11分 東経104度0分 / 北緯80.183度 東経104.000度 | ラプテフ海       | |
| 北緯79度7分 東経104度0分 / 北緯79.117度 東経104.000度  | ロシア           | ボリシェヴィク島（セヴェルナヤ・ゼムリャ諸島）                                                                                        |
| 北緯78度16分 東経104度0分 / 北緯78.267度 東経104.000度 | ラプテフ海       | |
| 北緯77度42分 東経104度0分 / 北緯77.700度 東経104.000度 | ロシア           | バイカル湖を通過 |
| 北緯50度10分 東経104度0分 / 北緯50.167度 東経104.000度 | モンゴル         | |
| 北緯41度48分 東経104度0分 / 北緯41.800度 東経104.000度 | 中華人民共和国   | 内モンゴル自治区 甘粛省 内モンゴル自治区 甘粛省 – 蘭州市のちょうど東を通過。 四川省 – 成都市のちょうど東を通過。 雲南省 貴州省 雲南省 |
| 北緯22度31分 東経104度0分 / 北緯22.517度 東経104.000度 | ベトナム         | |
| 北緯20度55分 東経104度0分 / 北緯20.917度 東経104.000度 | ラオス           | |
| 北緯19度24分 東経104度0分 / 北緯19.400度 東経104.000度 | ベトナム         | |
| 北緯19度14分 東経104度0分 / 北緯19.233度 東経104.000度 | ラオス           | |
| 北緯18度18分 東経104度0分 / 北緯18.300度 東経104.000度 | タイ             | |
| 北緯14度21分 東経104度0分 / 北緯14.350度 東経104.000度 | カンボジア       | |
| 北緯10度34分 東経104度0分 / 北緯10.567度 東経104.000度 | タイランド湾     | |
| 北緯10度27分 東経104度0分 / 北緯10.450度 東経104.000度 | ベトナム         | フーコック島 |
| 北緯10度2分 東経104度0分 / 北緯10.033度 東経104.000度  | タイランド湾     | |
| 北緯7度56分 東経104度0分 / 北緯7.933度 東経104.000度   | 南シナ海         | ティオマン島（ マレーシア）のちょうど西を通過。 プラウ・ティンギ（英語版）（ マレーシア）のちょうど西を通過。                         |
| 北緯2度10分 東経104度0分 / 北緯2.167度 東経104.000度   | マレーシア       | |
| 北緯1度25分 東経104度0分 / 北緯1.417度 東経104.000度   | シンガポール     | |
| 北緯1度20分 東経104度0分 / 北緯1.333度 東経104.000度   | シンガポール海峡 | |
| 北緯1度8分 東経104度0分 / 北緯1.133度 東経104.000度    | インドネシア     | バタム島 |
| 北緯1度1分 東経104度0分 / 北緯1.017度 東経104.000度    | 南シナ海         | |
| 南緯1度0分 東経104度0分 / 南緯1.000度 東経104.000度    | インドネシア     | スマトラ島 |
| 南緯5度19分 東経104度0分 / 南緯5.317度 東経104.000度   | インド洋         | |
| 南緯60度0分 東経104度0分 / 南緯60.000度 東経104.000度  | 南極海           | |
| 南緯65度50分 東経104度0分 / 南緯65.833度 東経104.000度 | 南極大陸         | オーストラリア南極領土 - オーストラリアが領有権主張                                                                                   |